# Musalerr
Musalerr – wieś w Armenii, w prowincji Armawir. W 2011 roku liczyła 2641 mieszkańców.